# フンムス

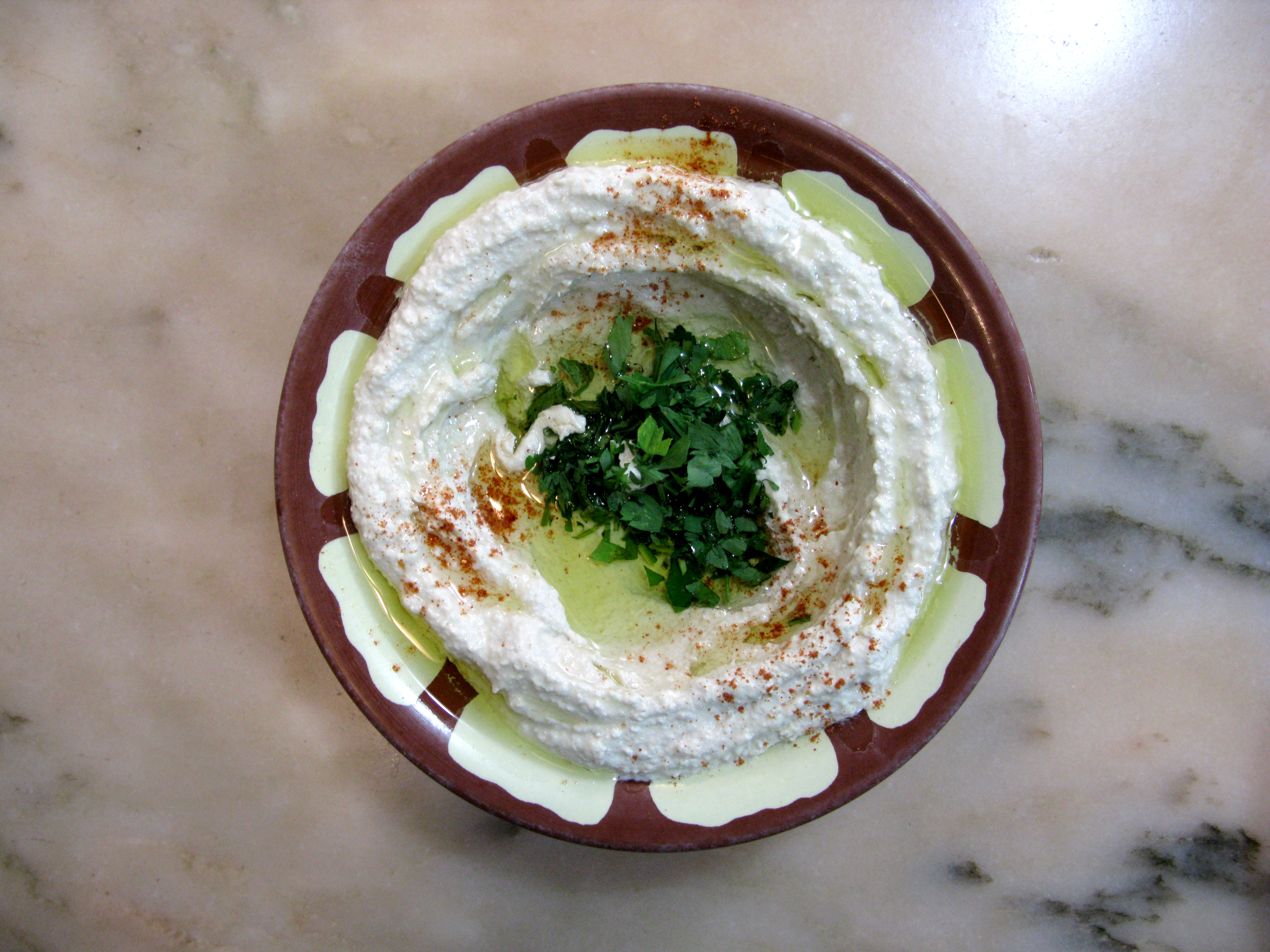
レバノンのフンムス(ホンモス)一例

フンムス（アラビア語: حُمُّص, ḥummuṣ, フンムス / 口語アラビア語発音：ホンモスなど）は、つぶしたゆでヒヨコマメ、ゴマのペースト、すりつぶしたニンニク、レモン汁、塩、オリーブオイルなどで作るペースト状・ディップ状の料理。
植物性タンパク質を豊富に含むメニューとして知られ、今日においては地中海東側沿岸のアラブ諸国、トルコ、ギリシャに加え世界各地で食べられスーパーマーケットでパック製品が売られるまでになっている。
日本語カタカナ表記では口語アラビア語発音由来のホンモス、非アラビア語発音由来のフムス（トルコ語: humusなど）も多用されている。

## 名称

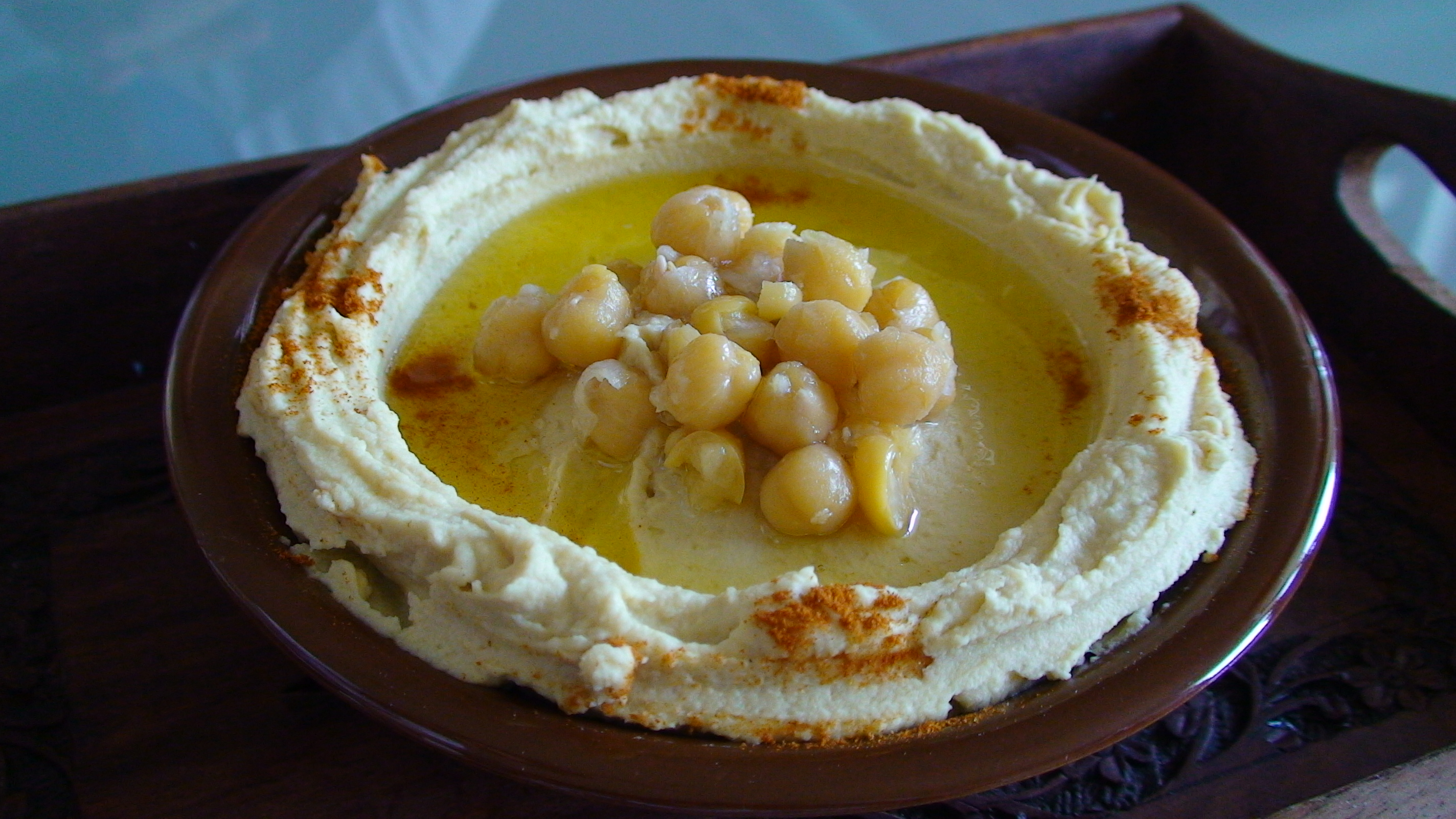
ゆでヒヨコマメを添えたスタイル（レバノン）

### 文語アラビア語（フスハー）発音
- حِمِّص（ḥimmiṣ, ヒンミス）
- حِمَّص（ḥimmaṣ, ヒンマス）
- حُمُّص（ḥummuṣ, フンムス）

本来の意味は「ヒヨコマメ（chickpea(s)、学名：Cicer arietinum）」で、複数通りの発音が存在する。このうち口語アラビア語（アーンミーヤ）すなわち現地の日常生活で話される方言でのメジャーな発音に近いものが حُمُّص（ḥummuṣ, フンムス）となっている。
すりつぶしたヒヨコマメとゴマのペースト طَحِينَة（ṭaḥīna, タヒーナ, レヴァント方言発音：タヒーネ、タヒーニ）などを混ぜ合わせて作った
حُمُّصٌ بِطَحِينَةِ（転写：ḥummuṣ bi-ṭaḥīna, フンムス・ビ・タヒーナ 、口語発音：ホンモス・ビ・タヒーナ/ホンモス・ビ・タヒーネ/ホンモス・ビ・タヒーニなど, 意味は「タヒーナに入ったヒヨコマメ」「ヒヨコマメのタヒーナあえ」）
をこの1語のみで指すことも多い。

### 口語アラビア語（アーンミーヤ）発音
この料理が生まれたレバント地方（レヴァント地方、シャーム地方）でも発音は統一されていないが、地域の方言では文語発音の中ではやや口語的とされる حُمُّص（ḥummuṣ, フンムス）の母音u（ウ）が口語的にo（オ）に転じたもの
- حُمُّص（ḥommoṣ, ホンモス）

が特に広く用いられており、日本のアラブ関係者も「ホンモス」という表記を使うことが多い。

### ヘブライ語での発音
חומוס（khumus, フムス）
アラビア語とヘブライ語は同じアブジャド式の子音文字配列を共有しているセム系言語だが、アラビア語発音フンムス（ホンモス）の語頭の文字 ح（ḥ）（/ħ/）については現代のヘブライ語では خ（kh）（/x/）と同じ /x/ となっており、口の奥をこすり合わせフとクが混ざったようなかすれた発音となっている。

### 英字表記
アラビア語では文語発音、口語発音が何通りもあること、またそれに対する英字などを用いた当て字にも統一ルールが存在しないため
- Himmis：文語発音のحِمِّص（ḥimmiṣ, ヒンミス）を意図
- Himis：文語発音のحِمِّص（ḥimmiṣ, ヒンミス）を意図しているが2文字連続している重子音部分mmをmに減らしたもの
- Himmas：文語発音のحِمَّص（ḥimmaṣ, ヒンマス）を意図
- Himas：文語発音のحِمَّص（ḥimmaṣ, ヒンマス）を意図しているが2文字連続している重子音部分mmをmに減らしたもの
- Hummus：文語発音のحُمُّص（ḥummuṣ, フンムス）を意図
- Humus：文語発音のحُمُّص（ḥummuṣ, フンムス）を意図しているが2文字連続している重子音部分mmをmに減らしたもの
- Hummos：文語発音のحُمُّص（ḥummuṣ, フンムス）に対応しているが後半の母音u（ウ）を口語的にo（オ）に寄せフンモスを意図
- Hummos：文語発音のحُمُّص（ḥummuṣ, フンムス）に対応しているが後半の母音u（ウ）を口語的にo（オ）に寄せフンモスを意図、かつ2文字連続している重子音部分mmをmに減らしたもの
- Hommos：文語発音のحُمُّص（ḥummuṣ, フンムス）に対応しているが前半・後半の母音u（ウ）を口語的にo（オ）に寄せホンモスを意図
- Homos：文語発音のحُمُّص（ḥummuṣ, フンムス）に対応しているが前半・後半の母音u（ウ）を口語的にo（オ）に寄せホンモスを意図、かつ2文字連続している重子音部分mmをmに減らしたもの

のように表記や発音の揺れが大きい。

### 英語圏での表記と発音
- Hummus（/ˈhʌməs/, ハマス）
- Hummus（/ˈhʊməs/, フマス）
- Houmous（/ˈhʊməs/,フマス）
- Houmous（/ˈhuːməs/, フーマス）など

### 日本におけるカタカナ表記
フンムス、フムス、ホンモス、ホモス、ハンムス、ハムス、ハンモス、ハモス、ハンマス、ハマスなどが見られ、アラビア語経由・英語を始めとする諸語経由など複数の経路を通じてカタカナ化されているため統一されていない。
ただしアラブ関係者はアラビア語の表記や発音に即したフンムス、ホンモスを使うことが多いのに対し、イスラエル料理やトルコ料理としての発音を取り入れたカタカナ表記についてはフムスが一般的であるなど、地域によって採用すべきカタカナ表記には違いが生じる。
ちなみにアラブ世界ではm部分を重子音化（mm）しない حِمْص（ḥimṣ, ヒムス）ならびに حُمْص（ḥumṣ, フムス）はシリアにある都市ホムスの文語表記・発音となっており、料理のフンムス（ホンモス）とは区別されている。

### ハマス改名事件
中東生まれのゴマ・ヒヨコマメペーストであるフンムスはアラビア語方言でホンモス、ヘブライ語といった周辺地域言語の非アラビア語発音でフムスなどと呼ばれているが、大阪の会社がパック入り製品を発売した際、英語表記HUMMUSに英語発音に基づいたカタカナ表記「ハマス」を添えた結果パレスチナ問題やイスラム原理主義組織ハマス（ハマース）を想起させるとの指摘が複数寄せられたという。
同社は検討の結果商品名をハムスに変更、その他カタカナ表記としてフムスを併記することとなった。

## 概要
حُمُّصٌ بِطَحِينَةِ（転写：ḥummuṣ bi ṭaḥīna, フンムス・ビ・タヒーナ 、口語発音：ホンモス・ビ・タヒーナ/ホンモス・ビ・タヒーネ/ホンモス・ビ・タヒーニなど）略して حُمُّص（ḥummuṣ, フンムス / 口語アラビア語発音：ホンモスなど）はレバント地方（レヴァント地方、シャーム地方）と呼ばれるシリア、レバノン、ヨルダン、パレスチナ一帯が発祥とされている。
料理の初めに出される前菜である مُقَبّلَات（muqabbilāt, ムカッビラート）の一種で、現地方言では مَزَّة（文語発音：mazza, マッザ、口語発音：マッゼ/メッゼ）と呼ばれるメニュー群に含まれる。
同地域にはフンムス（ホンモス）良く似た料理 مُسَبَّحَة（musabbaḥa, ムサッバハ、口語発音：msabbaḥa, ムサッバハ / misabbaḥa ミサッバハ）もあるが、そちらはつぶれておらず原形を留めたヒヨコマメがゴマペーストに包まれた形状となっている。
起源に関しては中東のレバント（レヴァント、シャーム地方）で生まれただろうと言われるなどしているが、非アラブ地中海沿岸地域で長年食されていること、またヒヨコマメが非常に古い時代より栽培されていることなどから、その具体的な起こりや発祥の地については不明で議論がなされている。
食べ方は複数通りあるが、アラビックパン خُبْز（khubz, フブズ、口語発音：ホブズ、フビズ、ヒブズ、ヒビズなど）につけて食べられるなどする。

## 栄養価
豆とゴマを原料としているためたんぱく質や食物繊維に富み、ミネラル分も多く含んでいる。また、オリーブオイルに由来する単価の不飽和脂肪酸が豊富なこと、かつ純植物性の料理であることから、世界中のベジタリアンに好んで食べられている。

## 作り方

### 基本の手順
アラブ世界における一般的な調理方法は以下の通り。
1. ヒヨコマメ（アラビア語名は上記の通り حُمُّص（ḥummuṣ, フンムス、口語発音：ホンモスなど） ）をよくゆでる。
2. ゆでたヒヨコマメをすりつぶす。
3. 砕いたゆでヒヨコマメにすりつぶしたニンニク、レモン汁、塩、ゴマのペースト طَحِينَة（ṭaḥīna, タヒーナ, レヴァント方言発音：タヒーネ、タヒーニ）を加える。
4. オリーブオイル、もしくはその他の油脂（サラダ油等）を上にかける。アラブ式では3で作ったペーストをプール状にしたり凹凸を作ったりしてくぼませ、そこにオイルをかけることが多い。
5. 好みに応じて出来上がった حُمُّصٌ بِطَحِينَةِ（転写：ḥummuṣ bi ṭaḥīna, フンムス・ビ・タヒーナ 、口語発音：ホンモス・ビ・タヒーナ/ホンモス・ビ・タヒーネ/ホンモス・ビ・タヒーニ）にハーブや実をかけたり、ヒヨコマメや肉を乗せたりする。

### 薬味・飾り
薬味や彩りとしてその他の材料も用いられている。
- ゆでヒヨコマメ：ディップ本体にすりつぶした状態で入っているが、それとは別に上に乗せる
- シャーワルマー（シャワルマ）：回転グリルした串焼き肉をスライスしたものをフンムスの上に乗せる
- 肉：切り身肉やひき肉を炒めて調味料で味付けしてからフンムスの上に乗せる
- 松の実：炒めたり揚げたりしてから、飾りも兼ねてフンムスの上に散らす
- パプリカ粉：赤色を散らしたりする彩り・模様を兼ねてふりかける
- スマック（アラビア語：سُمَّاق, summāq, スンマーク、主な口語発音：simmāq, スィンマーク）粉：赤紫色を散らしたりする彩り・模様を兼ねてふりかける
- クミン粉：薬味・彩り・模様としてふりかける
- コショウ粉：薬味としてふりかける
- トウガラシ粉：薬味・彩りとしてふりかける
- オリーブの実：飾りとして丸ごと中央に置いたり、スライスにして全体の上に散らしたりする
- パセリの葉：飾りとして乗せたり、刻みパセリを散らしたりする
- ミントの葉：飾りとして中央に置くなどする

## 諸外国の食卓にて

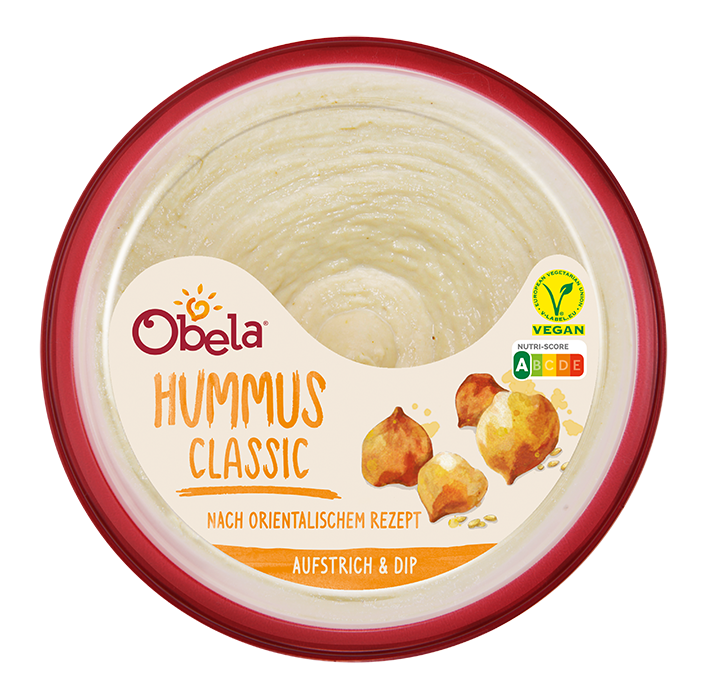
各国のスーパーで販売されているパック製品の例（ドイツ）

アメリカ合衆国やイギリスではライ麦パンにつけて食べられる事が多い。野菜やトルティーヤにつけるディップ、ピタサンドイッチやラップサンドイッチの具としても用いられる。

## 本家争い
レバノンとパレスチナのアラブ人の村では、フンムス（ホンモス）の本家争いが起きたことがある。
- 2009年10月24日に、レバノンの首都ベイルートで重さ2トンのフンムス（ホンモス）を作りギネス・ワールド・レコーズに世界一の巨大フンムス（ホンモス）と認定された。この催しは、フムスがレバノンのものであることを再確認するために行われた。
- 2010年1月8日に、パレスチナでレバノンの巨大フンムス（ホンモス）に対抗してエルサレム郊外のアラブ系住民の村アブ・ゴーシュで、重さ4トンのフンムス（ホンモス）が作られ、ギネス記録を更新した[7]。
- 2010年5月8日に、レバノン側はベイルートで重さ10トンのフンムス（ホンモス）を作り直ちにギネス記録を更新し世界一の座を奪回した。[8]